# Vườn quốc gia biển Wadden Niedersachsen
Vườn quốc gia biển Wadden Niedersachsen hay Vườn quốc gia biển Wadden Hạ Sachsen (tiếng Đức: Nationalpark Niedersächsisches Wattenmeer) được thành lập vào năm 1986, bao trùm các đảo thuộc quần đảo Đông Frisia, các bãi bùn và đầm lầy nước mặn từ Vịnh Dollart gần biên giới với Hà Lan ở phía tây, sang đến Cuxhaven ở cửa sông Elbe. Vườn quốc gia có diện tích khoảng 345.800 ha (1.335 sq mi). Kể từ tháng 6 năm 2009, Vườn quốc gia biển Wadden Hạ Sachsen đã trở thành một phần của di sản thế giới của UNESCO.

## Lịch sử
Kể từ khi Công ước Ramsar có hiệu lực vào năm 1971, khu vực vườn quốc gia ngày nay và vịnh Dollart đã được bảo vệ như là "vùng đất ngập nước có tầm quan trọng quốc tế".
Năm 1979, Hans-Joachim Augst và Holger Wesemüller gửi một báo cáo, phát triển một mô hình quy hoạch dựa trên các cấp độ khác nhau về tầm quan trọng của các khu vực của Biển Wadden cần phải được bảo vệ. Năm 1982, tiểu bang Hạ Sachsen phát triển chương trình đó trong khu vực và thiết lập một vườn quốc gia để bảo vệ khu vực Quần đảo và bờ biển Đông Frisia. Ý tưởng này đã được đưa lên vào năm 1983, khi kế hoạch cho việc thành lập một vườn quốc gia toàn diện bắt đầu. Vào đầu năm 1984, nội các quyết định phê duyệt các và ngày 1 tháng 1 năm 1986, vườn quốc gia biển Wadden Hạ Sachsen chính thức thành lập.
Đến năm 1992, toàn bộ vườn quốc gia được UNESCO công nhận là một khu dự trữ sinh quyển thế giới (xem Khu dự trữ sinh quyển biển Wadden Hạ Sachsen). Đồng thời nó cũng được chỉ định là khu bảo tồn chim đặc biệt theo sự hướng dẫn của Natura 2000, một mạng lưới các khu bảo tồn thiên nhiên của Liên minh châu Âu.
Ban đầu, vườn quốc gia được bảo vệ bởi một quy định năm 1986; quy định này sau đó đã được thay thế vào năm 1999 bởi một Đạo luật. Nhưng đến ngày 11 tháng 7 năm 2001, pháp luật đã được sửa đổi bởi Quốc hội Nhà nước Hạ Sachsen và nhiều khu vực đã bị đưa ra khỏi phạm vi của vườn quốc gia để phát triển du lịch hoặc có quy hoạch thành mục tiêu thấp hơn. Để bù đắp, diện tích biển ở phía trước các hòn đảo Borkum và Baltrum và khu bảo tồn thiên nhiên trước đây ở phần phía đông của Dollart đã được thêm vào vườn quốc gia. Điều này làm diện tích khu vực được bảo vệ từ 240.000 ha tăng lên thành gần 280.000 ha.
Vườn quốc gia biển Wadden Hạ Sachsen được liệt kê bởi IUCN là Loại II, vườn quốc gia. Cần lưu ý rằng, cơ sở dữ liệu toàn cầu về các khu bảo tồn (WDPA) được dựa trên các báo cáo của từng quốc gia và tại thời điểm nhất định. Và rằng việc xác định loại I đến VI phản ánh mục tiêu quản lý các khu bảo tồn, nhưng không phải là một chỉ số thể hiện chất lượng bảo vệ. Cơ quan Môi trường châu Âu (EAP) liệt kê các vườn quốc gia biển Wadden theo Loại V tức là bảo vệ cảnh quan, tương ứng với một khu vực bảo tồn.
Trong năm 2008, Biển Wadden tại bang Hạ Sachsen và Schleswig Holstein đã được đề cử UNESCO công nhận là một Di sản thế giới. Chủ tịch Ủy ban UNESCO tại Đức từ năm 2003, Walter Hirche, cũng từng là Bộ trưởng Kinh tế bang Niedersachsen 2003-2009.
Trước khi đề cử của Biển Wadden là Di sản thế giới của UNESCO, một cuộc kiểm tra được tổ chức bởi một nhân viên cao cấp của IUCN tại Thụy Sĩ vào mùa hè năm 2008, cùng với các đại diện của ngành du lịch khu vực biển Wadden. Ngày 26 tháng 6 năm 2009, biển Wadden đã được công nhận là Di sản Thế giới của UNESCO ở tại phiên họp thường niên của tổ chức này diễn ra ở Sevilla, bao gồm các khu vực biển Wadden tại Hà Lan và vườn quốc gia biển Wadden Schleswig-Holstein. Hamburg và Đan Mạch đã từ chối không cho các khu vực biển Wadden của họ được đề cử. Tuy nhiên, quyết định này phần nào đã được thay đổi khi đến năm 2014, khu vực biển Wadden của Đan Mạch cũng trở thành một phần của Di sản thế giới Biển Wadden.

## Sinh thái
Môi trường sống tại vườn quốc gia bao gồm các bãi bùn, đầm lầy nước mặn, bãi biển, cồn cát và các cửa sông trên Biển Bắc. Đặc biệt, nơi đây là nhà của nhiều loài động vật hoang dã và thực vật đặc trưng của biển Wadden mà vườn quốc gia này là một phần.
Bờ biển của Biển Bắc bằng phẳng bất thường khi có những nơi nước chỉ cao vài centimet trên một khu vực trải dài vài km. Hai lần mỗi ngày, thủy triều mang cát, đất sét và bùn ra biển Wadden. Các đụn cát hình thành bởi cơn gió biển cuốn những hạt cát mịn ra khỏi các bãi bồi và làm cho chúng cao dần lên.
Biển Wadden là hệ sinh thái hiệu quả thứ hai sau các khu rừng mưa nhiệt đới, về sinh khối. Các hình thức sống được tìm thấy ở vùng biển Wadden bao gồm tảo cát, ốc, giun, sò và tôm. Một cư dân điển hình của bãi bồi cát là một loài giun biển, tồn tại trong một ống hình chữ U dưới bề mặt của bùn.
Có tổng cộng 4.000 loài động thực vật sống trong các môi trường khác nhau của biển Wadden. Đây cũng là nơi sinh sống và thay lông của khoảng 180.000 con vịt biển trong khoảng thời gian giữa tháng 7 đến 9, cũng như khoảng 200.000 vịt nhung thường; và khoảng 1.000 cặp trong số đó sử dụng bãi bồi của biển Bắc là một khu vực sinh sống chủ yếu. Hầu hết trong số chúng sinh sản trên đảo Amrum.
Đồng thời, biển Wadden là một nơi nghỉ chân cho các đàn chim phương Bắc tránh rét và tìm kiếm thức ăn dự trữ chất béo cần thiết cho quá trình sinh sản với khoảng 10-12 triệu con ngỗng, vịt và mòng biển.
Trên bãi cát của biển Wadden và các đầm lầy muối liền kề, bãi biển và cồn cát có thể dễ dàng bắt gặp các loài hải cẩu. Các đầm lầy nước mặn là một khu vực sinh sản của loài chim Avocet đen trắng và nhàn biển cũng như là môi trường sống cho Eryngium và hoa oải hương biển nở vào mùa hè. Thực vật điển hình của những cồn cát là cỏ thô châu Âu, loài thực vật với hệ thống rễ rộng lớn có thể bám chắc được vào những cồn cát.